# Крист, Майнди
Ми́нди Крист (англ. Myndy Crist), имя при рождении — Ми́нди Мари́ Зи́но (англ. Myndy Marie Zeno; род. 5 февраля 1975, Детройт, Мичиган) — американская актриса

 и кинопродюсер.

## Ранние годы
Минди Мари Зино родилась 5 февраля 1971 года в Детройте, штат Мичиган, США, а выросла в Марине, штат Калифорния. Она окончила Школу театра, кино и телевидения Калифорнийского университета в Лос-Анджелесе.

## Карьера
В 1995 году Минди Крист дебютировала на телевидении с ролью Гейл в эпизоде телесериала «Холостые мужчины и незамужние женщины». В 2000 году она сыграла второстепенные роли в фильмах «Супершпион», «Недотёпы» и «Отбой». В 2002 году она сыграла Джанет ЛеКлэр в драматическом телесериале «Последние новости».
Крист также появилась в таких фильмах и телесериалах, как «Мрачные небеса» (2013), «Супружеский долг» (2014), «Особо тяжкие преступления» (2015), «Реанимация» (2016), «Пробуждение» (2018) и «Новичок» (2019).

## Личная жизнь
До 2021 года Крист была замужем за актёром Джошом Стэмбергом. У бывших супругов есть две дочери, одну из которых зовут Вивиан (род. в мае 2008).

## Фильмография
| Год       |     | Русское название                        | Оригинальное название                      | Роль                 |
| --------- | --- | --------------------------------------- | ------------------------------------------ | -------------------- |
| 1995      | с   | Холостые мужчины и незамужние женщины   | Living Single                              | Гейл                 |
| 1995      | с   | Что-то слишком                          | Too Something                              | Сьюзан               |
| 1996      | ф   | Статический                             | Static                                     | Бетти Дженнингс      |
| 1997      | с   | Открытки Дэмиена Кромвеля из Америки    | Damian Cromwell's Postcards from America   | Элизабет Элкинс      |
| 1997      | кор | Линия                                   | The Line                                   | Энн                  |
| 1999      | с   | Король Квинса                           | The King of Queens                         | Джессика Уикс        |
| 1999      | тф  | Неудержимые                             | The Expendables                            |                      |
| 1999—2000 | с   | Скорая помощь                           | ER                                         | Валери Пейдж         |
| 2000      | ф   | Супершпион                              | Gun Shy                                    | Мирна                |
| 2000      | ф   | Отбой                                   | Hanging Up                                 | доктор Келли         |
| 2000      | ф   | Недотёпы                                | Chain of Fools                             | Джинни               |
| 2000      | кор | О чём мы говорим, когда говорим о любви | What We Talk About When We Talk About Love | Лора                 |
| 2001      | тф  | Вернём наш город                        | Taking Back Our Town                       | Лиза ЛаВи            |
| 2001      | тф  | Шар и цепь                              | Ball & Chain                               | Мэллори Балсон       |
| 2002      | с   | Защитник                                | The Guardian                               | Дорис Грин           |
| 2002      | ф   | Машина времени                          | The Time Machine                           | бегунья              |
| 2002      | с   | Жёны бейсболистов                       | Baseball Wives                             | Николь Кэмден        |
| 2002      | с   | Последние новости                       | Breaking News                              | Джанет ЛеКлэр        |
| 2003      | с   | Закон и порядок: Специальный корпус     | Law & Order: Special Victims Unit          | Кэрри Хьюитт         |
| 2003      | с   | Без следа                               | Without a Trace                            | Сара Селларс         |
| 2003      | с   | Два с половиной человека                | Two and a Half Men                         | Венди                |
| 2003—2004 | с   | Клиент всегда мёртв                     | Six Feet Under                             | Дана                 |
| 2004      | с   | Детектив Раш                            | Cold Case                                  | Дана Хантер          |
| 2004      | с   | Доктор Хаус                             | House                                      | Элиз Сноу            |
| 2004—2005 | с   | Полиция Нью-Йорка                       | NYPD Blue                                  | Карли Лэндис         |
| 2005      | с   | 24 часа                                 | 24                                         | Мелисса              |
| 2005      | с   | C.S.I.: Место преступления Майами       | CSI: Miami                                 | Карла Джейн Гарднер  |
| 2005      | с   | Клубная раздевалка                      | Clubhouse                                  | учительница Конрада  |
| 2005      | с   | Расследование Джордан                   | Crossing Jordan                            | Андреа Карратерс     |
| 2006      | с   | Анатомия страсти                        | Grey's Anatomy                             | Дайан Хэнсон         |
| 2007      | ф   | Жизнь по Джейн Остин                    | The Jane Austen Book Club                  | Линн                 |
| 2007      | тф  | Дворы и пули                            | Backyards & Bullets                        |                      |
| 2009      | с   | В последний миг                         | Eleventh Hour                              | доктор Вероника Ривз |
| 2009      | с   | Менталист                               | The Mentalist                              | Джесси Скеллинг      |
| 2009      | с   | До смерти красива                       | Drop Dead Diva                             | Минди Биллмейер      |
| 2010      | с   | Кости                                   | Bones                                      | Грейс Редмон         |
| 2010      | тф  | Мои супер психо-сладкие 16: Часть 2     | My Super Psycho Sweet 16: Part 2           | Кэролин Белл         |
| 2010      | с   | Только правда                           | The Whole Truth                            | Мелани               |
| 2011      | с   | Морская полиция: Лос-Анджелес           | NCIS: Los Angeles                          | Эмили Чэмберс        |
| 2012      | с   | 90210: Новое поколение                  | 90210                                      | адвокат              |
| 2013      | с   | Доктор Эмили Оуэнс                      | Emily Owens, M.D.                          | Николь               |
| 2013      | ф   | Мрачные небеса                          | Dark Skies                                 | Карен Джессоп        |
| 2014      | с   | Супружеский долг                        | Satisfaction                               | Гейл                 |
| 2014      | с   | C.S.I.: Место преступления              | CSI: Crime Scene Investigation             | Ребекка Брюэр        |
| 2015      | с   | Морская полиция: Спецотдел              | NCIS                                       | Дженнифер Викерс     |
| 2015      | с   | Ночная смена                            | The Night Shift                            | Лиза Эдвардс         |
| 2015      | ф   | Один из дней                            | Day Out of Days                            | Джен                 |
| 2015      | с   | Особо тяжкие преступления               | Major Crimes                               | Сельма Хьюитт        |
| 2016      | с   | Реанимация                              | Code Black                                 | Сьюзан Стайн         |
| 2018      | с   | Мыслить как преступник                  | Criminal Minds                             | Триш Гейнс           |
| 2018      | с   | Царство животных                        | Animal Kingdom                             | риэлтор              |
| 2018      | ф   | Пробуждение                             | Wake                                       | Молли Харрисон       |
| 2019      | с   | Новичок                                 | The Rookie                                 | Эбби                 |
| 2019      | с   | Пирсон                                  | Pearson                                    | партнёр МакДермотт   |
| 2021      | с   | Снегопад                                | Snowfall                                   | Джоанна Бёрд         |

### Продюсер
| Год  | Название                                | Оригинальное название                      |
| ---- | --------------------------------------- | ------------------------------------------ |
| 2000 | О чём мы говорим, когда говорим о любви | What We Talk About When We Talk About Love |

## Награды и номинации
| Год  | Премия                                    | Категория                        | Работа      | Результат |
| ---- | ----------------------------------------- | -------------------------------- | ----------- | --------- |
| 2019 | Международный кинофестиваль в Риверсайде  | Приз жюри за лучшую женскую роль | Пробуждение | Победа    |
| 2019 | Фестиваль независимого кино «Method Fest» | Лучшая женская роль              | Пробуждение | Номинация |